# 大島雄次
大島 雄次（大嶋 雄次、おおしま ゆうじ、1929年〈昭和4年〉10月25日 - 2021年〈令和3年〉10月5日） は、日本の実業家。明治安田生命名誉顧問。富山県出身。

## 来歴・人物
安田財閥の創設者、安田善次郎の生家から20分ほどの町で生まれる。
1947年（昭和22年）法政大学予科入学。1952年（昭和27年）法政大学法学部法律学科卒業。1954年（昭和29年）同大大学院社会科学研究科私法専攻修士課程修了。法政大学在学中は、法政大学弁論部に所属していた。
一時は大学に残ることまで考えたが、郷里の大先輩である安田の名前に親近感を覚え、安田生命保険相互会社に入社。
阪神支社長等を経て、1979年（昭和54年）取締役、1983年（昭和58年）常務取締役、1988年（昭和63年）専務取締役資産運用本部長委嘱、1991年（平成3年）取締役副社長営業総局長委嘱を担い、「営業の鬼」として名をはせた。
1993年（平成5年）代表取締役社長となる。1997年（平成9年）11月、金融機関の経営破綻が相次ぎ、山一證券が自主廃業すると「次に破綻する金融機関は同じ芙蓉グループ系の安田信託銀行」が市場の共通認識になった。そんな中、安田信託社長の立川雅美から支援要請の電話を受けた大島は、二つ返事で、安田信託支援を約束。直ちに富士銀行頭取の山本恵朗と連絡を取り、富士銀本店に立川を呼び、他の芙蓉トップにも声をかけ、500億円の第三者割当増資の道筋をつけ安田信託救済ではリード役をかった。
1999年（平成11年）代表取締役会長に退く。2001年（平成13年）、勲三等旭日中綬章受章。
2021年10月5日、老衰のため死去。死没日をもって従四位に叙される。